# Lesníkovo (Kurgan)
|  | Per a altres significats, vegeu «Lesníkovo». |

Lesníkovo (en rus: Лесниково) és un poble de l'óblast de Kurgan, a Rússia, que en el cens del 2010 tenia 5.056 habitants. Pertany al districte de Ketovo.